# Haselbech
Haselbech is een civil parish in het bestuurlijke gebied Daventry, in het Engelse graafschap Northamptonshire met 87 inwoners.